# Étangs d'en Beys
Les étangs d'en Beys désignent un ensemble de trois étangs situés en Ariège dans la vallée d'Orlu dans les Pyrénées françaises.

## Géographie
Dans le massif du Carlit et sur le territoire de la commune d'Orlu, Les étangs d'en Beys sont au nombre de trois et se situent dans un vallon orienté sud-ouest nord-est, entre le pic d'en Beys (2534 m) et le puig de la Cometa d'Espagne (2765 m) à la limite entre la Haute-Ariège et la Cerdagne.

### Hydrographie
Le lac en amont est très nettement le plus grand. Les étangs d'en Beys se déversent dans l'Oriège, un affluent droit de la rivière Ariège.

## Faune
Des truites fario et saumons de fontaine sont présents.

## Histoire
Les eaux d'en Beys et de divers étangs proches se déversent en partie par des canalisations forcées dans l'étang de Naguilhes, lequel alimente ensuite l'importante centrale hydroélectrique d'Orlu située 1000 m en contrebas et pour une puissance totale générée de 88 mégawatts.

## Voies d'accès
On y accède par les forges d'Orlu et la réserve d'Orlu, par une piste et un sentier muletier en trois heures de marche.
Les étangs sont longés en rive gauche par le GR7, le GRP Tour de la Montagne d'Ax et le GRP Tour des Pérics.